# Искорка (телесериал)
«Искорка» (исп. Chispita) — мексиканский 200-серийный семейный драматический телесериал 1982 года производства телекомпании Televisa.

## Сюжет
Телесериал повествует о маленькой девочке Исабель по прозвищу «Искорка», которая была отделена от матери из-за потери памяти в результате несчастного случая. Исабель попала в детский приют, оттуда её усыновил овдовевший бизнесмен Дон Алехандро. У Дона Алехандро есть дочь Лили, некогда ласковая и общительная девочка, но с момента смерти мамы превратившаяся в грубую и грустную девочку, озлобленную тем, что против семьи её настраивает её учительница Ирене. Лили не приняла приёмную дочь Дона Алехандро, и вместе с Ирене придумывают план, как выкинуть Исабель на улицу, но коварному плану мешают старший брат Лили Хуан Карлос и прислуга семьи Глория — они приняли Исабель как родную. Исабель начинает поиск своей родной матери Лусии.

## Создатели телесериала

### В ролях
- Лусеро Огаса — Исабель по прозвищу «Искорка»
- Энрике Лисальде — Алехандро де ла Мора
- Анхелика Арагон — Лусия/Мария Луиса
- Уси Веласко — Лилиана «Лили» де ла Мора
- Роксана Чавес — Ольга
- Аурора Клавель — Флора
- Эльса Карденас — Сестра Сокорро
- Леонардо Даниэль — Хуан Карлос де ла Мора
- Альма Дельфина — Глория
- Хосефина Эскобедо — директор
- Рохелио Герра — Эстебан
- Хавьер Эрранс — Браулио
- Мануэль Лопес Очоа — Хосе
- Альберто Маяготья — Анхель Гуардиан
- Инес Моралес — Пилар
- Беатрис Морено — Лола
- Наилея Норвинд — Сарита
- Рената Флорес — Ирене
- Марта Резникофф — Алисия
- Роберто Соса Мартинес — Пекас
- Гастон Тусе — Падре Эухенио
- Хорхе Виктория — Бенито
- Аврора Кортес — Хесуса
- Самюэль Молина — Рохелио
- Летисия Кальдерон
- Артуро Пениче
- Оскар Санчес — доктор Солис
- Ильда Агирре — тётя Беатрис
- Дина де Марко
- Рафаэль Вильяр
- Лорена Риверо — Мабель
- Марко Муньос — доктор Торрес
- Лусеро Леон
- Полли
- Давид Ренкорет
- Лусеро Ландер — Дора
- Соккоро Бонилья
- Виолет Габриэль

### Административная группа
- оригинальный текст: Абель Сантакрус
- адаптация: Лусия Кармен, Карлос Ромеро
- либретто: Вивиан Песталоцци
- музыкальная тема заставки: Chispita
- автор музыки: Гильермо Мендес Гуйу
- автор текста песни: Альваро Давила
- вокал: Timbiriche
- художник-декторатор: Мария Кристина Мартинес де Веласко
- начальник места проживания актёров: Лилиан Леиферман
- художник по костюмам: Эвелин Ача
- композитор: Хавьер Ортега
- осветитель на съёмках: Хесус Рая Лара
- редакторы: Алехандро Фрутос Маса, Хуан Карлос Фрутос
- начальник производства: Анхельи Несма Медина
- координатор производства: Эухенио Кобо
- оператор-постановщик: Мануэль Руис Эспарса
- режиссёры-постановщики: Эктор Ортега, Педро Дамиан
- продюсер: Валентин Пимштейн

## Награды и премии

### TVyNovelas(1 из 1)
| Номинация              | Персона      | Итоги премии |
| ---------------------- | ------------ | ------------ |
| Лучшая детская актриса | Лусеро Огаса | ПОБЕДА       |

#### Интересный факт
- Лусеро Огаса — первая актриса, которая удостоилась премии в номинации лучшая детская актриса. Начиная с телесериала Искорка стала вручаться премия в номинации Лучшая детская актриса.